# Sentiment antijaponais en Corée

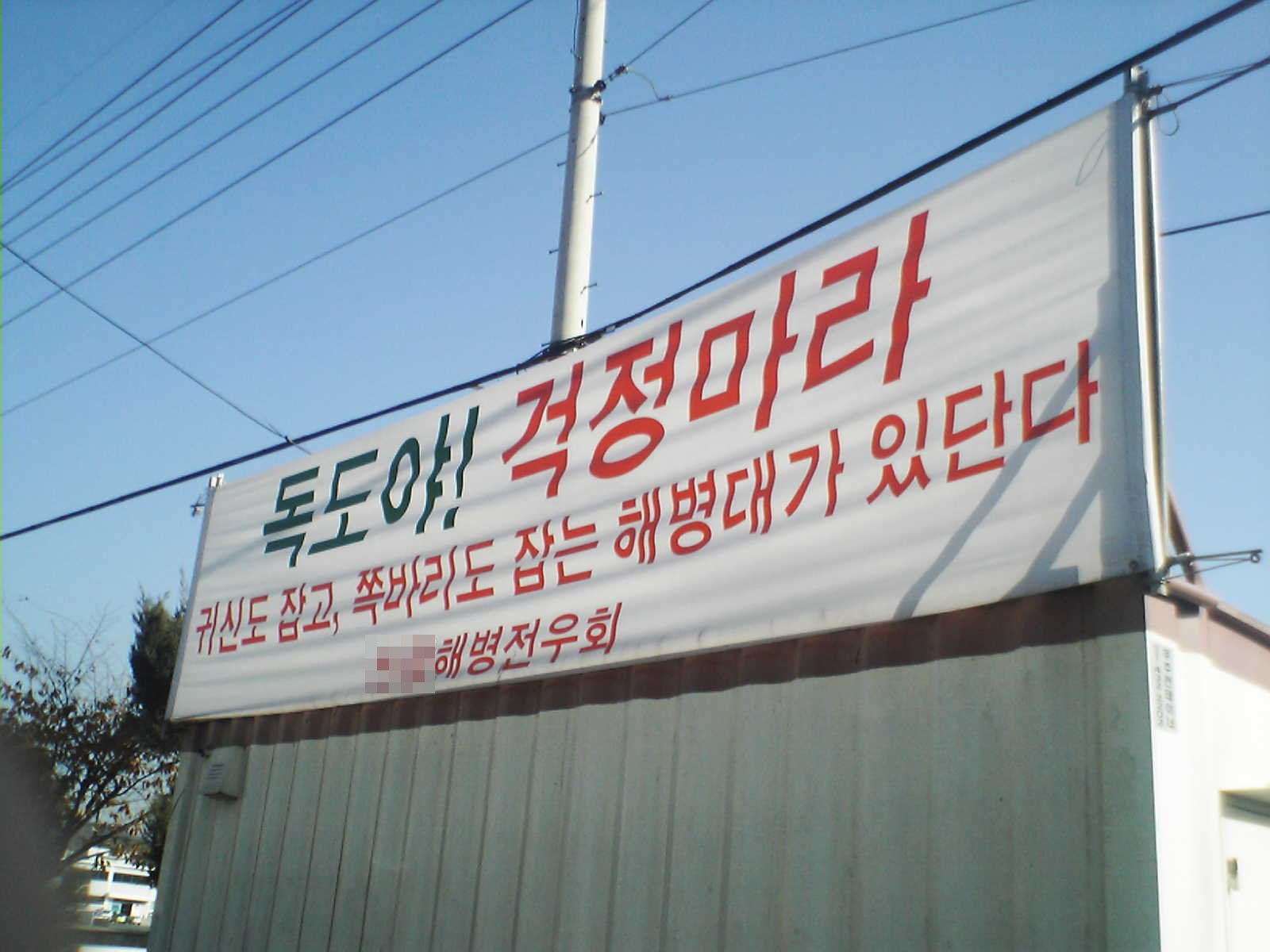
Bannière antijaponaise en coréen. La bannière fait allusion au contentieux sur les rochers Liancourt et désigne les Japonais du nom de Jjokbari (쪽바리), insulte ethnique désobligeante envers les personnes d'origine japonaise

Le sentiment antijaponais en Corée (coréen : 반일감정; Hanja: 反日感情) désigne le sentiment antijaponais dans la société coréenne dont les origines sont à la fois historiques, culturelles et nationalistes.
Les attitudes anti-japonaise en Corée remontent aux raids de pirates japonais du XIIIe siècle au XVIe siècle et plus tard à la guerre Imjin (1592–98). Les sentiments dans la société contemporaine sont en grande partie attribuables à l'occupation de la Corée par le Japon de 1910 à 45. Selon un sondage de la BBC World Service réalisé en 2014, 79 % des Sud-Coréens considèrent l'influence du Japon de façon négative et seulement 15 % expriment une opinion positive, faisant de la Corée du Sud, avec la Chine, le pays ayant les sentiments les plus négatifs au monde vis-à-vis du Japon.

## Origines historiques

### L'annexion de la Corée par le Japon
L'annexion a été demandée par le plus grand parti politique coréen de l'époque, Iljinhoe. Durant cette période, les envahisseurs japonais ont démembré plus de 20 000 nez et oreilles de Coréens et les ont ramenés au Japon pour créer des tombes de nez comme trophées de guerre,,. Par ailleurs, après la guerre, des artisans coréens, dont des potiers, ont été enlevés sur ordre de Hideyoshi afin de cultiver les arts et la culture du Japon. Les potiers coréens enlevés ont joué un rôle important en tant que facteur majeur dans la création de nouveaux types de poterie tels que la porcelaine de Satsuma, d'Arita et la Hagi-yaki,. Ces enlèvements sont causes de tensions parce que les Coréens estiment que leur culture a été volée par le Japon durant cette période.

## Effet de la présence japonaise en Corée
La Corée est gouvernée par l'empire du Japon de 1910 à 1945. L'engagement du Japon commence avec le traité de Ganghwa de 1876 du temps de la dynastie Joseon de Corée et prend de l'ampleur au cours des décennies suivantes avec le coup d'État de Gapsin (1882), la première guerre sino-japonaise (1894–95), l'assassinat de l'impératrice Myeongseong par des agents japonais en 1895, l'établissement de l'Empire coréen (1897), la guerre russo-japonaise (1904–05), l'accord Taft–Katsura (1905), et culmine avec le traité d'Eulsa de 1905 qui supprime les droits diplomatiques autonomes coréens, et le traité d'annexion de la Corée de 1910, qui sont tous deux finalement déclarés « nuls et non avenus » par le traité nippo-sud-coréen du 22 juin 1965.

### Politique d'assimilation culturelle du Japon

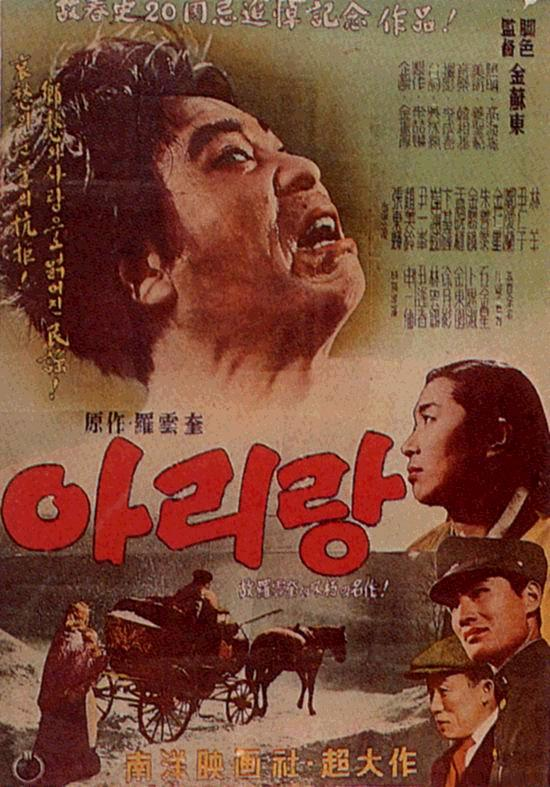
Affiche du film Arirang (1957). Le film original avait été produit en 1926 par le réalisateur coréen Na Woon-gyu

Le gouvernement colonial met en pratique la suppression de la culture et de la langue coréenne dans une « tentative d'extirper de la société tous les éléments de la culture coréenne ». « Dans la politique coloniale du Japon, l'accent est fortement et intentionnellement mis sur l'élément psychologique et culturel et les stratégies d'unification adoptées dans les domaines de la culture et de l'éducation sont conçues pour éradiquer l'appartenance ethnique individuelle à la race coréenne ». « Une des caractéristiques les plus frappantes de l'occupation de la Corée par le Japon est l'absence de conscience de la Corée comme « colonie » et l'absence de conscience des Coréens comme « ethnie distincte ». En conséquence, il est difficile de prouver si oui ou non les dirigeants du Japon visaient à l'éradication de la race coréenne ».
Après l'annexion de la Corée, le Japon met en œuvre une politique d'assimilation culturelle. La langue coréenne est retirée des matières scolaires requises en Corée en 1936. Le Japon impose le système de nom de famille avec les droits de tradition civiliste (voir Sōshi-kaimei) et la fréquentation des sanctuaires shinto. Il est interdit aux Coréens d'écrire ou de parler la langue coréenne dans les écoles, les entreprises ou les lieux publics sous peine de mort. Cependant, de nombreux films de langue coréenne sont projetés dans la péninsule coréenne.
Par ailleurs, les Coréens sont en colère relativement aux modifications japonaise et à la destruction de différents monuments coréens dont le palais de Gyeongbok (경복궁, Gyeongbokgung) et la révision des documents qui représentent les Japonais sous un éclairage négatif.

### Mouvement pour l'indépendance
Le 1er mars 1919, des manifestations contre l'occupation japonaise sont organisées dans tout le pays pour réclamer l'indépendance. Environ 2 millions de Coréens participent activement à ce qui est maintenant connu sous le nom « soulèvement du 1er Mars ». Une déclaration d'indépendance  calqué sur la version américaine est lue par les enseignants et les dirigeants municipaux dans des dizaines de milliers de villages à travers la Corée : « Aujourd'hui marque la déclaration d'indépendance coréenne. Il y aura des manifestations pacifiques dans toute la Corée. Si nos réunions sont ordonnées et pacifiques, nous recevrons l'aide du Président Wilson et des grandes puissances à Versailles et la Corée sera une nation libre ». Le Japon réprime le mouvement d'indépendance par le pouvoir militaire. Lors d'un incident bien documenté, des villageois sont entassés dans l'église locale qui est ensuite incendiée. Le décompte officiel japonais des victimes se monte à 553 tués, 1 409 blessés et 12 522 arrestations mais les estimations coréennes sont beaucoup plus élevées : plus de 7 500 tués, environ 15 000 blessés et 45 000 arrestations.

### Femmes de réconfort
Bien que les estimations varient, la Corée indique que de nombreuses Coréennes ont été enlevées et contraintes par les autorités japonaises à la prostitution militaire appelée par euphémisme « femmes de réconfort » (위안부, wianbu). . Quelques historiens japonais, tels que Yoshiaki Yoshimi, en utilisant les journaux et les témoignages de responsables militaires ainsi que les documents officiels en provenance du Japon et des archives du tribunal de Tokyo, font valoir que l'Armée impériale japonaise est directement ou indirectement impliquée dans la coercition, la tromperie et parfois l'enlèvement de jeunes femmes dans toutes les colonies et les territoires occupés en Asie du Japon.

## Problèmes contemporains
D'une façon générale, il est entendu que le sentiment anti-japonais contemporain en Corée du Nord est largement alimenté par la propagande du gouvernement et il est donc impossible de faire des mesures parmi les gens ordinaires étant donné le système politique du pays. Les énoncés suivants s'appliquent donc seulement à la Corée du Sud.

### Révisionnisme des manuels scolaires japonais
Le sentiment anti-japonais est également causé par le révisionnisme des manuels scolaires validés par le gouvernement japonais. Le 26 juin 1982, le processus de sélection des manuels scolaires au Japon est sur la sellette lorsque les médias du Japon et de ses voisins donnent une large couverture aux changements requis par le ministère de l'Éducation. Les experts du ministère ont cherché à adoucir les références à l'agression japonaise avant et pendant la Seconde Guerre mondiale. La désignation de l'invasion japonaise de la Chine en 1937 par exemple est modifiée pour être qualifiée d'« avancée ». Les passages décrivant la chute de Nankin justifient les atrocités japonaises en décrivant lesdites atrocités comme des conséquences de provocations chinoises. La pression de la Chine amène avec succès le ministère de l'Éducation à adopter un nouveau critère de sélection - la « clause du pays voisin » (近隣諸国条項) - qui stipule : « Les manuels doivent faire preuve de compréhension et rechercher l'harmonie internationale dans leur traitement des événements historiques modernes et contemporains impliquant des pays asiatiques voisins ».
En 2006, les manuels scolaires japonais indiquent que les rochers Liancourt sont territoire japonais. Le 9 mai 2007, Kim Shinil, chef du ministère sud-coréen de l'Education, envoie une lettre de protestation à Bunmei Ibuki, ministre japonais de l'Éducation. Dans un discours marquant le 88e anniversaire du soulèvement pour d'indépendance du 1er mars, Roh Moo-hyun, président sud-coréen, appelle le Japon à corriger ses manuels scolaires sur des sujets controversés allant du « viol inhumain des femmes de réconfort » à la « propriété coréenne des rochers Liancourt ».

## Conséquences pratiques

### Société
En 2000, un article sur CNN décrit la popularité de la culture japonaise parmi les jeunes Sud-Coréens comme dérangeante pour les Coréens plus âgés qui se souviennent de l'occupation par les Japonais.
En Corée du Sud, les collaborateurs du gouvernement colonial japonais, appelés chinilpa (친일파), sont généralement considérés comme des traîtres à la Nation. L'Assemblée nationale de la République de Corée vote la loi spéciale de remboursements par les collaborateurs pro-japonais le 8 décembre 2005 et la loi est promulguée le 29 décembre 2005. En 2006, L'Assemblée nationale forme un comité visant à l'inspection de la propriété des collaborateurs du Japon. L'objectif est de récupérer les biens acquis de façon inappropriée par la coopération avec le gouvernement japonais pendant la colonisation. Le projet est destiné à satisfaire les demandes des Coréens pour que les biens acquis par les collaborateurs sous les autorités coloniales japonaises soient récupérés. Dans ces conditions, ceux qui partagent des sentiments pro-japonais semblent essayer de les cacher. Selon un sondage anonyme effectué par le BBC en mars 2010, 64 % des Sud-Coréens sont en fait favorables au Japon.
Alors que certains Coréens expriment l'espoir que l'ancien Premier ministre japonais Yukio Hatoyama gèrera les relations nippo-coréenne d'une manière plus agréable que les gouvernements conservateurs précédents, un petit groupe de manifestants organisent à Séoul un ralliement anti-japonais le 8 octobre 2009 avant son arrivée. Les protestataires demandent des excuses japonaises pour les incidents de la Seconde Guerre mondiale et brûlent un drapeau nippon.

### Relations nationales
Yasuhiro Nakasone abandonne les visites au sanctuaire de Yasukuni à cause des demandes de la République populaire de Chine en 1986. Cependant, l'ancien Premier ministre japonais Junichiro Koizumi reprend les visites au Yasukuni-jinja le 13 août 2001. Il visité le sanctuaire à six reprises en tant que Premier ministre, déclarant qu'il le fait en « hommage aux militaires qui morts pour la défense du Japon ». Ces visites suscitent de fortes condamnations et protestations de la part des voisins du Japon, principalement la Chine. En conséquence, la Chine et la Corée du Sud refusent de rencontrer Koizumi et il n'y a pas de visites mutuelles entre les Chinois et les dirigeants japonais après octobre 2001 et entre les dirigeants sud-coréens et japonais après juin 2005. L'ancien président de la Corée du Sud Roh Moo-hyun suspend tous les entretiens au sommet entre la Corée du Sud et le Japon.

### Éducation
Un grand nombre d'images anti-japonaises réalisées par les enfants de l'école Gyeyang, dont beaucoup représentent des actes de violence contre le Japon, ont été affichées dans la gare de Gyulhyeon dans le cadre d'un projet d'art de l'école,,.
Selon une enquête menée en 2006 par le centre des droits de l'homme des travailleurs immigrants coréens, 34,1 % des élèves du primaire dans la région d'Incheon répondent que « les Japonais devraient être expulsés de Corée ». Ce taux est beaucoup plus élevé par rapport aux Chinois (8,7 %), aux Africains noirs (8,7 %), aux Asiatiques (5,0 %), aux Américains noirs (4,3 %) et aux Américains blancs (2,3 %).
Le professeur Park Cheol-Hee de la Gyeongin National University of Education souligne qu'il existe beaucoup de descriptions concernant les autres nations comme inférieures pour souligner la supériorité de la culture coréenne et le Japon est toujours décrit comme culturellement inférieur,. Une enquête a révélé que 60 % des étudiants de collège et 51 % des élèves du secondaire en Corée du Sud considèrent les descriptions du Japon et de la Chine dans les manuels d'histoire coréenne actuels comme partialles.

## Dans la culture populaire de la Corée du Sud
- Le fils du général (장군의 아들; Janggun eui Adeul) - film de 1990 dont l'action se déroule en Corée durant l'occupation japonaise et dans lequel Kim Du-han (dans le rôle d'un gangster) attaque des yakuza. Deux sequels sont réalisés en 1991 et 1991.
- Virus de la guerre Imjin (바이러스 임진왜란; Baireoseu Imjin Waeran) - roman de 1990 par Lee Sun-Soo (이성수). Le Japon essaye d'envahir la Corée en utilisant une arme biologique appelée virus Hideyoshi mais échoue.
- Le Mugunghwa a fleuri (무궁화 꽃이 피었습니다; Mugunghwa ggoti pieotseubnida) - Gim Jinmyeong (김진명), populaire romancier, a écrit ce roman en 1993. Le Mugunghwa, connu sous le nom hibiscus syriacus, est la fleur nationale de la Corée du Sud. Dans ce roman, les deux Corées du Nord et du Sud développent une arme nucléaire larguée au large des côtes du Japon comme avertissement symbolique. Ce roman a été critiqué pour une représentation manifestement inexacte du physicien des particules américano-coréen Benjamin W. Lee (Lee Whiso 이휘소) comme physicien nucléaire nationaliste. Dans ce roman, Lee coupe la chair de sa propre jambe afin de cacher le plan d'une arme nucléaire qui est secrètement transférée au gouvernement sud-coréen. La famille de Lee a poursuivi Kim pour diffamation. Le roman est devenu un succès de librairie majeur et a été porté à l'écran en 1995. ()
- Phantom: The Submarine - film dans lequel un sous-marin nucléaire sud-coréen secret tombe au pouvoir d'un capitaine charismatique à demi fou qui tente de bombarder des villes japonaises avec des armes nucléaires. Ce film remporte six Oscars du cinéma en Corée du Sud en 1999. ()
- Il n'y a pas de Japon (일본은 없다; Ilboneun Eopta) - Travelogue écrit en 1984 par Jeon Yeook (전여옥), porte-parole du Parti Saenuri, fondé sur ses expériences au Japon en tant que correspondante de KBS. Elle compare la Corée du Sud avec le Japon, fait l'éloge de l'excellence sud-coréenne et décrit les Japonais comme un peuple incapable.
- Hyeomillyu (혐일류; « La vague de haine du Japon ») - le caricaturiste coréen Yang Byeong-seol's (양병설) répond au livre Manga Kenkanryu (en) (« La vague de haine de la Corée »).
- Hanbando (film) (en) (한반도) - Le gouvernement de Corée du Sud expose la mauvaise interprétation de l'histoire par le gouvernement japonais puis celui-ci fait des excuses et offre une compensation à la Corée du Sud
- Nambul: War Stories (en) (남벌) - Nambul est une série manhwa appartenant au genre de drame militaire écrit par Lee Hyun-soi commencée en 1994. L'histoire raconte à différents niveaux (politique et personnel) un conflit imaginaire entre la Corée et le Japon à un moment quelconque dans un proche avenir.

## Source de la traduction
- (en) Cet article est partiellement ou en totalité issu de l’article de Wikipédia en anglais intitulé « Anti-Japanese sentiment in Korea » (voir la liste des auteurs).